# Vincent Hepp
Vincent Hepp, né à Anvers le 7 juin 1980, est un violoniste et altiste belge.

## Biographie
Vincent Hepp a étudié le violon au Conservatoire royal de Bruxelles ainsi qu'à la Chapelle musicale Reine Élisabeth dans la classe de Véronique Bogaerts et l'alto au Conservatoire Royal de Bruxelles dans la classe de Thérèse-Marie Gilissen. Pour les deux instruments, il obtient les diplômes avec la plus grande distinction. 
Il reçoit également l'enseignement du Quatuor Artemis à la Chapelle musicale Reine Élisabeth et du Quatuor Alban Berg à la Haute école de musique de Cologne et obtient un master en musique contemporaine au sein de l'Ensemble Modern de Francfort. 
Il fait partie du Quatuor Taurus dont il est membre cofondateur,,, de l'Ensemble Rubens et du duo Volta Subito.
Vincent Hepp enseigne le violon et la musique classique et contemporaine au Conservatoire royal de Bruxelles et la musique de chambre au Conservatoire royal de Liège.

## Distinctions
Vincent Hepp reçoit diverses récompenses :   
- Premier lauréat du concours Bériot 1993
- Premier lauréat du concours Jeunes Solistes de la RTBF 1992
- 3e prix du Concours Vieuxtemps 2006
- 3ème Prix ex-aequo (Deuxième Prix non attribué) du « 1st Institut International Violin Competition Gdansk (Pologne) 2006 »
- 2e Prix du Concours international de quatuor de Moscou
- Prix Chostakovitch du Concours international de quatuor de Moscou
- Prix spécial Arnold 2006
- Prix spécial Maurice Lefrancq et Adolphe Canler 2005
- Prix spécial Van Hal et Bisschop Matthyssens 2004
- Prix Pelemans 2009 décerné par la SABAM

## Discographie
- Lieder : Busoni, Berg, Zemlinsky, Webern – Ensemble de chambre, dir. Reinbert de Leeuw (2014, Zig-Zag Territoires) (OCLC 913863128)
- L'Horizon funèbre, Leoš Janáček (Quatuor no 2) ; Franz Schubert (Quatuor no 15, op. 161, D. 887) – Quatuor Taurus (2017, Etcetera)[3] (OCLC 1052467476)
- Māsarāt : Fadia Tomb El-Hage chante des auteurs et compositeurs libanais (2016-2020, 2 CD Orlando Records) (OCLC 1244439529)